# Kunszentmárton
Kunszentmárton è una città di 9.013 abitanti situata nella contea di Jász-Nagykun-Szolnok, nell'Ungheria centro-orientale. 

## Amministrazione

### Gemellaggi
- Teterow, Germania